# Titularbistum Adana degli Armeni
Die Eparchie Adana degli Armeni (lateinisch Eparchia Adanensis Armenorum) ist ein Titularbistum, das vom Papst an Titularbischöfe aus der mit Rom unierten Armenisch-Katholischen Kirche vergeben wird.
Es geht zurück auf einen untergegangenen Bischofssitz in der Stadt Adana in der römischen Provinz Cilicia im Südosten Kleinasiens.
| Titularerzbischöfe von Adana degli Armeni |                         |                                             |                   |                  |
| Nr.                                       | Name                    | Amt                                         | von               | bis              |
| 1                                         | Joseph Gennangi         | emeritierter Bischof von Kamichlié (Syrien) | 20. November 1972 | 22. Oktober 1981 |
| 2                                         | Nechan Karakéhéyan ICPB | Koadjutorbischof von Osteuropa              | 2. April 2005     | 15. Februar 2021 |